# Billieturnera helleri
Billieturnera es un género monotípico perteneciente a la familia  Malvaceae. Su única especie, Billieturnera helleri  (Rose ex A.Heller) Fryxell, es originaria de Norteamérica, donde se distribuye por el noreste de  México y el sureste de Texas (Estados Unidos). 

## Descripción
Es un arbusto erecto o semipostrado con pequeñas hojas cuneiformes de unos 50 a 150 mm con márgenes enteros o algo dentados. Flores solitarias, de color amarillo. El fruto es un esquizocarpio con 5 mericarpios elípticos.

## Taxonomía
Billieturnera helleri fue descrito por Paul Arnold Fryxell  y publicado en  Repertorium Specierum Novarum Regni Vegetabilis 8: 40, en el año 1910. Su única especie B. helleri fue descrita  por (Rose & Heller) Fryxell y publicado en  Sida 9(3): 197. 1982. 
Sinonimia
- Disella cuneifolia (A.Gray) Greene
- Sida cuneifolia A. Gray
- Sida grayana Clement
- Sida helleri Rose ex A.Heller basónimo[2]